# Minucia maculata
Minucia maculata là một loài bướm đêm trong họ Erebidae.